# آنتونیا سانتیلی
آنتونیا سانتیلی (ایتالیایی: Antonia Santilli؛ زادهٔ ۸ اوت ۱۹۴۹) بازیگر و مدل اهل ایتالیا است. وی بین سال‌های ۱۹۷۱ تا ۱۹۷۴ میلادی فعالیت می‌کرد.

## گزیدهٔ نقش‌آفرینی‌ها
- جنبه خوب پائولینا (۱۹۷۳)
- یک بار دیگر پیش از رفتنمان (۱۹۷۳)
- برادر بشر، خواهر فاحشه، در بوکاچوی کاملاً ممنوعه (۱۹۷۲)
- دکامروتیکوس (۱۹۷۲)
- بوکاچو (۱۹۷۲)